# Църно семе
„Църно семе“ (на македонска литературна норма: „Црно семе“, на книжовен български Черно семе) е исторически филм от Социалистическа република Македония от 1971 година на режисьора Кирил Ценевски по сценарий на Кирил Ценевски и Ташко Георгиевски. Главните роли се изпълняват от Ацо Йовановски, Дарко Дамевски, Мите Грозданов, Ристо Шишков и други.

## Сюжет
Действието се развива по време на Гражданската война в Гърция в 1946 година. Войници от кралската армия, в чийто състав влизат и славяноезични македонци по обвинение, че са комунисти са заточени в лагер на пустинен остров. На македонците е отнето оръжието и първоначално са затворени във военен затвор, където са разпитвани, а след това с кораб при тежки условия са откарани на пустия скалист остров. Островът е безводен и подкупването и изнудването с вода е основен метод за прекършване на волята и достойнството на жадните затворници, от които се иска да подпишат документ за лоялност към краля. Някои от героите, сблъскали се с трудностите, поради своите убеждения и произход, успяват да запазят човешкото си достойнство, а други преживяват пълно морално падение. Централните персонажи са Андон Совичанов, Парис и Христос, чрез които са показани различните измерения на човешката съпротива на страданието. Репресиите включват и постоянни измъчвания, бой и разстрел, на оказващите съпротива. На деня на независимостта затворниците са накарани да пеят песента на независимостта, те отказват и следва неуспешен бунт, при който някои загиват. Андон Совичанов плюе в коменданта и започва да бяга из острова, подгонен лично от коменданта.

## Награди
- 1971 ФЮИФ, Пула, Златна арена за режисура на Кирил Ценевски;
- 1971 ФЮИФ, Пула, Златна арена за най-добра мъжка роля на Дарко Дамевски;
- 1971 ФЮИФ, Пула, Златен венец за най-добър режисьорски дебют на Кирил Ценевски;
- 1971 МФФ, Москва, „Жар птица“, за най-добър режисьорски дебют на Кирил Ценевски;
- 1971 МФФ, Москва, Специална диплома за утвърждаване на млади автори на Вардар филм;
- 1972 МФФ, Авелино, „Laceno d'Oro“ за режисура на Кирил Ценевски;
- 1972 Югославски кандидат за наградата Оскар;
- 1972 11-октомврийска награда за Кирил Ценевски за режисура;
- 1972 11-октомврийска награда за Дарко Дамевски за роля.[1]